# وفاق ما بعد الحرب
يطلق المؤرخون اسم وفاق ما بعد الحرب على حقبة التاريخ السياسي البريطاني ما بعد الحرب، بداية من نهاية الحرب العالمية الثانية في عام 1945 حتى انتخاب مارغريت ثاتشر من حزب المحافظين كرئيسة وزراء في عام 1979. ومعنى المفهوم أنه كان هناك إجماع واسع النطاق على السياسة العامة والتي تشمل دعم الجماعية والاقتصاد المختلط ودولة الرفاهة. ويقول توي أن هذا المفهوم لقى قبولا واسعًا لدى العلماء لكنه لم يكن عالميًا. يقول بيلموت أن هذه النظرية خُرافة فاشلة وذلك بسبب التعريف المشوه الذي قدمته لذلك التوافق. وكان لدى كافانا وموريس رد واضح على ذلك، حيث استمرت الاتجاهات السياسية الرئيسية موجودة بشأن الاقتصاد والتوظيف واتحاد نقابة العمال والرفاهية والسياسة الخارجية منذ عام 1946 إلى عام 1970 على الرغم من تغيير الإدارات والهيمنة الحزبية. ومنذ ذلك الوقت وهم يناهضون بشدة الحزبية السياسية والصراع الإداري.

## سياسات الوفاق
يمكن تتبع أُسس وفاق ما بعد الحرب في تقارير ويليام بفريدج الاقتصادى الليبرالي، في عام 1942 الذي وضع مفهوم دولة الرفاهية الشاملة في بريطانيا العظمى. كما عقدت أول انتخابات عامة منذ عام 1935 في بريطانيا في مايو 1945 وفاز بها فوزًا ساحقًا حزب العمال تحت قيادة كليمنت أتلي. كما وضعت السياسات المُتبعة والمنفذة من حكومة حزب العمل قاعدة توافق الآراء، فقد وافق حزب المحافظين على العديد من هذه التغيرات ووعد بعدم التراجع عنها في ميثاق الصناعةعام 1947.
يمكن وصف وفاق ما بعد الحرب كعقيدة في الاقتصاد الكنزي، أي اقتصاد مختلط مع تأميم الصناعات الرئيسية وإنشاء هيئة الخدمات الصحية الوطنية وخلق دولة الرفاهية الحديثة في بريطانيا. كما وضعت السياسات كافة الحكومات (كل من العمال والمحافظين) في فترة ما بعد الحرب.
يرى خبراء اقتصاد برودبيرى وكرافتس أن قواعد منع المنافسة المنصوص عليها في وفاق ما بعد الحرب، على ما يبدو أنها أعاقت عمل الاقتصاد بكفاءة، وذلك من خلال إعادة تخصيص الموارد لاستخدامات تحقق أرباحًا أكثر. يقول هينجز بأن البيانات الإحصائية تؤيد برودبيري وكرافتس.

## انهيار الوفاق
حشدت القوى الأيديولوجية قوتها، مثل تأثير فريدريش حايك في «الطريق إلى العبودية» (Road to Serfdom) (عام 1944) على المحافظين الشباب الذين شغلوا أدوارًا في السلطة بعد عام 1970 واستخدموا حايك وميلتون فريدمان الأمريكي لمهاجمة النظرية الكنزية. ولعبت كيث جوزيف دورًا رئيسيًا كمستشارة لرئيسة الوزراء تاتشر.
على ما يبدو أن النظرية الكنزية بحد ذاتها لم تعد قادرة على أن تكون حلاً سحريًا للأزمات الاقتصادية. وخلال الأحداث العالمية في عام 1970 مثل أزمة النفط عام 1973 كانت سببًا في الضغط على وفاق ما بعد الحرب; وتفاقم هذا الضغط بسبب المشاكل الداخلية مثل ارتفاع معدلات التضخم وثلاثة أيام في الأسبوع والاضطرابات الصناعية (خاصةً صناعة تعدين الفحم). وفي أوائل عام 1976، كانت هناك توقعات بأن يزداد التضخم والعجز المزدوج معًا مما عجل من أزمة الإسترليني. وبحلول شهر أكتوبر كان الجنيه الاسترلينى قد انخفض بنحو 25% مقابل الدولار. في هذه المرحلة، استنفد بنك إنجلترا احتياطي النقد الأجنبي محاولاً دعم العملة المحلية؛ ونتيجة لذلك وجدت حكومة كالاهان نفسها مجبرة أن تطلب من صندوق النقد الدولي الحصول على قرض بقيمة 203 مليار جنيه أسترليني، ويعتبر هذا القرض هو الأكبر في تاريخ صندوق النقد الدولي في ذلك الوقت. وفي المقابل طالب صندوق النقد الدولي خفض الإنفاق الهائل والحد من طرح النقود المتداولة، وكان ذلك علامة على تعليق
نظرية الاقتصاد الكنزي في بريطانيا حتى عام 2008 وعندما تم تطبيق الحوافز المالية على العديد من البنوك البريطانية الرئيسية الكبرى كنتيجة أزمة الائتمان. أكد كالاهان على هذه الرسالة في خطابه أمام مؤتمر حزب العمال في ذروة الأزمة قائلاً:
"
كنا نعتقد لمدة طويلة أنه يمكننا المُضي قُدمًا في طريقنا للخروج من الركود الاقتصادي وتوفير فرص عمل جديدة وذلك عن طريق خفض الضرائب وتعزيز الإنفاق الحكومي. لكني أقول لكم بكل صراحة أن هذا الخيار لم يعد مطروحًا، كما أنه بعيد جدًا كما لم يكن من قبل، وهو فعال فقط في كل مناسبة منذ الحرب عن طريق ضخ جرعة أكبر من التضخم في الاقتصاد يتبعها مستويات عالية من البطالة كخطوة تالية.
"
وبالرغم من ذلك، واصل بعض أعضاء وفاق ما بعد الحرب تنفيذه.
كان أعضاء اليمين ينظرون بشكل متزايد إلى الوفاق على أنه سبب التدهور الاقتصادى النسبي في بريطانيا، ورأى المؤمنون بالمعتقدات السياسية لحزب اليمين الجديد أن أيديولوجيتهم هي الحل للمآزق الاقتصادية البريطانية عام 1970. عندما فاز حزب المحافظين في الانتخابات العامة عام 1979 أعقاب شتاء 1978-79 شتاء الاستياء قاموا بتطبيق أفكار حزب اليمين الجديد وأنهوا وفاق ما بعد الحرب.

## نيوزيلندا
يتم التعامل مع وفاق ما بعد الحرب باعتباره عصرًا في تاريخ نيوزلندا السياسي، منذ بداية حكومة حزب العمال النيوزلندي عام1930 وحتى انتخابات 1984 التي أحدثت تغييرًا جوهريًا في حزب العمال والسنوات التالية كانت معظمها تحت حكم الحزب الوطني النيوزلندي. وكما في المملكة المتحدة فقد تم بناء الوفاق حول «التسوية التاريخية» بين طبقات المجتمع المختلفة: بضمان وصيانة وحفظ الحقوق، والصحة والأمن الوظيفي لكل العمال، في مقابل التعاون بين النقابات وأصحاب العمل. كانت المعتقدات الأيديولوجية الرئيسية لحكومات هذه الفترة تتمثل في السياسة الكنزية] الاقتصادية والتدخل الاقتصادي والتنظيم الاقتصادي وتأسيس دولة الرفاهية القوية إلى حد كبير.